# Мірсаїд Міршакар
Мірсаїд Міршакар (тадж. Мирсаид Миршакар, Мірсаїд Міршакаров / тадж. Мирсаид Миршакаров; *23 квітня (6 травня) 1912, кишлак Синдев Ферганської області Російської імперії — 1 серпня 1993) — таджицький радянський письменник, драматург і поет (класик сучасної таджицької літератури), державний діяч. Народний поет Таджикистану (1962). Лауреат Сталінської премії 3-го ступеню (1950). Член ВКП(б) (від 1942 року).  

## Біографія
Мірсаїд Міршакар народився 23 квітня (6 травня) 1912 року в кишлаку Синдев (тепер Шугнонської нохії Таджикистану) у родині дехканина, що займався тваринництвом. 
Навчався у школі в кишлаку Поршнев, потім у школі-інтернаті Хорога. Юнаком-комсомольцем брав активну участь у зведенні Вахшської ГЕС. Будівництву каналу, який дав можливість зрошувати 6 000 гектарів землі, на яких були створені великі плантації бавовнику, присвячена поема Міршакара «Прапор свободи». 
М. Міршакар закінчив курси Центральної школи радянського і партійного будівництва у 1930 році. 
Від 1930 року працював у газеті «Комсомоли Тоҷикистон», був редактором газети «Зарбдори сохтмони Вахш» («Ударник Вахшбуду»). 
До 1937 року — у лавах Робітничо-селянської Червоної армії. 
Від 1937 року — відповідальний секретар, редактор газети «Васияти Ленин». 
У період 1940—43 років Мірсаїд Міршакар — відповідальний секретар Правління Спілки письменників Таджицької РСР. Був начальником репертуарного комітету Управління у справах мистецтв РНК Таджицької РСР. 
У 1946—59 роках — відповідальний секретар Правління СП Таджицької РСР, заступник завідувача Відділу агітації та пропаганди ЦК КП Таджицької РСР. 
Мірсаїд Міршакар — депутат Верховної Ради Таджицької РСР 3-9 скликань. Член ЦК КП Таджицької РСР від 1963 року. 
У 1961—75 роки М. Міршакар посідав посаду Голови Верховної Ради Таджицької РСР. 

### Нагороди та звання
- Сталінська премія третього ступеня (1950) — за поеми «Золотий кишлак» (1942), «Непокірний П'яндж» (1949);
- Народний поет Таджицької РСР (1962);
- Премія імені Ленінського комсомолу Таджицької РСР (1972);
- Почесна медаль «Борцеві за мир» (Радянський комітет захисту миру);
- 2 ордени Леніна;
- Орден Жовтневої Революції;
- 2 ордени Трудового Червоного Прапора;
- Орден «Знак Пошани».

## Літературна діяльність
Головні твори Мірсаїда Міршакара: 
- «Прапор бригади» (1934);
- «Учитель любові» (1945);
- «Ташбек і Гулькубран» (1946);
- «Помилка Бобосафара» (1947);
- «Золотий кишлак» (1949);
- «Моє місто» (1951);
- «Непокірний П'яндж» (1949);
- «Тухматшоєв» (1953);
- «Ленін на Памірі» (1955);
- «Трагедія Усманова» (1957);
- «Подруги» (1961);
- «Любов і обов'язок» (1962);
- «Погляд Леніна» (1964);
- «Ледачий степ» (1964);
- «Кохання горянки» (1964);
- «Сторінки щоденника» (1975).

Також писав дитячі книжки, зокрема: 
- «Діти Індії»;
- «Корабель мрії» (1965);
- «Веління любові» (1969);
- «Перли для Амріти» (1970);
- «Дні юності» (1971);
- «Під синім небом» (1974);
- «Я їх люблю» (1975).